# Tarbinskiellus neotropicus
Tarbinskiellus neotropicus är en insektsart som beskrevs av Andrej Vasiljevitj Gorochov 2001. Tarbinskiellus neotropicus ingår i släktet Tarbinskiellus och familjen syrsor. Inga underarter finns listade i Catalogue of Life.